# ویرجینیا مکنا
ویرجینیا مکنا (انگلیسی: Virginia McKenna؛ زادهٔ ۷ ژوئن ۱۹۳۱) هنرپیشه تئاتر، سینما و تلویزیون و نویسنده و فعال حیات وحش اهل بریتانیا است.
از فیلم‌ها یا برنامه‌های تلویزیونی که وی در آن نقش داشته‌است می‌توان به درهای کشویی اشاره کرد.